# 루이스 조던
루이스 조던(Louis Jordan, 1908년 7월 8일~1975년 2월 4일)은 1930년대 후반부터 1950년대 초반까지 인기 있었던 미국의 선구적인 음악가, 작곡가이자 밴드 리더였다. "주크박스의 왕"으로 알려진 그는 스윙 시대의 후기에 흑인과 백인 관중들 모두에게 매우 인기가 있었다.
조던은 20세기 가장 성공적인 아프리카계 미국인 뮤지션 중 한명으로, 빌보드 잡지의 R&B차트를 분석한 조엘 휘트번의 분석에 따르면, 가장 성공적인 흑인 음반 가수 5위에 올랐다. 비록 포괄적인 판매 수치를 알 수는 없지만, 그는 그의 경력 동안에 최소한 4백만건의 히트곡을 냈다. 조단은 정기적으로 R&B "레이스" 차트에서 정상을 차지했고 여러번 팝 차트에서 동시에 톱 10을 차지하면서 미국의 주류 시청자들과 상당한 인기의 교차를 달성한 최초의 흑인 녹음 아티스트들 중 하나였다.